# Сивеж (приток Большой Бобровки)
Сивеж — река в Вологодской области России.
Протекает в северо-западном направлении по территории Кичменгско-Городецкого и Нюксенского районов. Исток находится в районе посёлка Сармас, впадает в Большую Бобровку в 40 км от её устья по правому берегу. Длина реки составляет 17 км.

## Данные водного реестра
По данным государственного водного реестра России относится к Двинско-Печорскому бассейновому округу, водохозяйственный участок реки — Северная Двина от начала реки до впадения реки Вычегда, без рек Юг и Сухона (от истока до Кубенского гидроузла), речной подбассейн реки — Сухона. Речной бассейн реки — Северная Двина.
Код объекта в государственном водном реестре — 03020100312103000009371.